# Alisa Fuss
Alisa Fuss (geboren am 7. April 1919 in Berlin als Ilse Miodownik; gestorben am 20. November 1997) war eine deutsch-israelische Pädagogin und Menschenrechtsaktivistin.

## Leben

### Kindheit und Jugend in Berlin und Breslau
Alisa Fuss wurde in eine jüdische Familie in  Berlin geboren. Ihr Vater, Jakob Miodownik, war der Sohn ostjüdischer Einwanderer; ihre Mutter Erna, geb. Levy, entstammte dem Berliner Bürgertum. Der strenggläubige Vater ließ das Erdgeschoss des Hauses in Berlin-Zehlendorf, in dem die Familie 1924/25 wohnte, zur Synagoge ausbauen. „In der Gegend gab es keine öffentliche Synagoge. So kamen Freitagabend und Samstag die Juden aus der Nachbarschaft immer zu uns zum Beten.“ Alisa Fuss besuchte ab 1925  die Familienschule Zehlendorf-West, eine überkonfessionelle Privatschule. Ab 1929 war sie Schülerin des VI. Städtischen Lyzeums in Berlin-Charlottenburg. Im selben Jahr zog die Familie nach Breslau, wo Alisa ebenfalls das örtliche Lyzeum besuchte. In Breslau kam sie in Kontakt mit der jüdischen Jugendbewegung. Sie schloss sich dem Jung-Jüdischen Wanderbund an, einer pfadfinderähnlichen Organisation, die sich zunehmend sozialistisch orientierte. Das Lyzeum verließ Fuss, als sie aufgefordert wurde, den so genannten Hitlergruß („Heil Hitler“) zu verwenden. Sie verbrachte dann ein Jahr am Jüdischen Gymnasium, das sie 1934 im Alter von 15 Jahren verließ, um eine Malerlehre „bei einem ‚arischen‘ Malermeister“, so Alisa Fuss, zu beginnen. Sie wurde Zionistin „wegen Hitler natürlich, aber auch aus Überzeugung. Dazu muss man sagen, unsere Gruppe war keine nationalistische, chauvinistische so wie andere …“

### Palästina und Israel
Alisa Fuss lebte von April bis zu ihrem Aufbruch nach Palästina im September 1935 allein in Breslau, zunächst im Israelitischen Mädchenheim, später im Hechaluz-Haus. Ihre Eltern waren damit einverstanden, dass sie mit der Jugend-Aliya in das damals britische Mandatsgebiet Palästina auswandern wollte. Sie selbst verließen Deutschland bereits im April 1935. Mit gefälschten Papieren, die sie als Landwirte auswiesen, hatten sie Visa für Uruguay erhalten; ihr eigentliches Ziel war jedoch Argentinien. Sie starben 1940 bzw. 1942. „Die Strapazen (der Flucht und des Neubeginns in Südamerika) waren für sie zu groß“, erklärte Alisa Fuss später. Für ihren Bruder versuchte sie vergeblich ein Einreisevisum nach Palästina zu bekommen. Nach jahrzehntelangem Briefkontakt fand das erste Wiedersehen 1980 in Buenos Aires statt. 
Alisa Fuss lebte in Palästina zunächst im Kibbuz Raʿanana bei Tel Aviv. Sie arbeitete auf den Zitrusplantagen im Küstenstreifen zwischen Haifa und Tel Aviv. Zur Zeit des arabischen Aufstandes (1936–1939) verließ sie den Kibbuz. Sie war nicht damit einverstanden, dass die zionistische paramilitärische Untergrundorganisation Hagana gegen ihren bisherigen Grundsatz der reinen Selbstverteidigung verstieß, indem sie präventiv arabische Dörfer überfiel. Als die von ihr angemahnte Diskussion über diese Entwicklung im Kibbuz wieder und wieder verschoben wurde, zog sie nach Jerusalem. Sie hoffte dort studieren zu können. Tatsächlich arbeitete sie auf Baustellen und als Haushaltshilfe.

### Abschied vom Zionismus
Fuss sah ihre politischen Ideale verraten. Zentrales Element ihrer weiteren politischen Entwicklung war ihr Abschied vom Zionismus. „In unserem eigenen Verständnis vom Kibbuz mischten sich zionistische und sozialistische oder auch kommunistische Elemente. Das zionistische Element dabei bot immer mehr Angriffsflächen, wenn wir die Politik in Palästina betrachteten. Nicht zufällig wurde gerade im Kibbuz über die Frage Zionismus und/oder Sozialismus so viel diskutiert. In der Idee des Kibbuz sind ja beide Elemente enthalten, und viele von uns Jugendlichen sahen erstaunt bis schockiert, wie ihre Ideale in der Realität verwirklicht wurden. Gerade die Sensibilität, die uns als verfemte und verfolgte Juden in dieses Land getrieben hatte, war es, die uns hier gegen eine andere Unterdrückung aufstehen ließ, gegen die Zusammenarbeit mit der britischen Mandatsmacht, gegen die Vertreibung der arabischen durch die jüdischen Palästinenser. Wir konnten das Schicksal der Araber nicht unbeteiligt mit ansehen. Dasselbe Verlangen – mit sich im Reinen zu sein, ein schöneres Leben aufzubauen –, das uns im Rahmen der zionistischen Jugendbewegung ins Land gebracht hatte, war es auch, was uns dann zu Anklägern gegen den Zionismus machte. Unsere Radikalisierung zu überzeugten Sozialisten bzw. Kommunisten hatte weniger ideologische Gründe, sondern war eine Reaktion auf die Art und Weise, wie der Zionismus im Lande verwirklicht wurde: im Einverständnis mit dem britischen Kolonialismus und mit dubiosen Praktiken gegen die arabische Bevölkerung.“

### „Kurzes Gastspiel“ bei den Kommunisten
Durch ihren späteren Ehemann, Chaim Preschel, fand Fuss den Weg zur Kommunistischen Partei Palästinas (PKP, jüdische Sektion). Während des arabischen Aufstandes setzten die Briten mit aller Härte ein PKP-Verbot durch. Bei einer illegalen Aktion wurde Fuss 1940 verhaftet. Es folgte ein Jahr Administrativhaft ohne Anklage, Prozess und Urteil.
Im Sommer 1956 wurde Alisa Fuss zusammen mit ihrem zweiten Ehemann, Helmut Fuss, erneut verhaftet. Man hatte ihren Namen auf einer Liste von Informanten für den polnischen Geheimdienst gefunden. Über die genauen Hintergründe, wie es dazu kam, kann nur spekuliert werden. Es folgte eine Verurteilung zu sechs Jahren Haft. Tatsächlich musste die inzwischen dreifache Mutter für vier Jahre ins Gefängnis. Chaim Cohn, Staatsanwalt und späterer Richter am Obersten Gerichtshof, hatte sich für den Erlass des letzten Drittels der Strafe eingesetzt. Ihr Ehemann wurde zu vier Jahren Haft verurteilt.

### Die Pädagogin
Begonnen hat Alisa Fuss ihre pädagogische Arbeit im Jugenddorf Ben-Schemen. Bereits 1949 hatte sie die staatliche Prüfung als Grundschullehrerin abgelegt. Nach ihrer Entlassung aus dem Gefängnis nahm sie 1960 eine Tätigkeit an der staatlichen Sonderschule in Tel Aviv auf. Es folgten sechs Jahre, in denen sie sich berufsbegleitend an der al-Quds-Universität in Jerusalem und der Universität Tel Aviv fortbildete. Später arbeitete sie selbst in der Lehreraus- und -fortbildung. Sie vertrat die israelische Gesellschaft für Sonderschulerziehung regelmäßig auf internationalen Konferenzen und berichtete auf Vortragsreisen, die sie immer wieder nach Europa führten, über ihre Arbeit an der Broschim-Schule in Tel Aviv. Ab 1968 publizierte sie in deutschsprachigen pädagogischen und psychologischen Fachzeitschriften. Durch diese Veröffentlichungen wurde der einflussreiche deutsche Pädagoge Hartmut von Hentig auf Fuss aufmerksam. Er holte sie 1976 an die Laborschule in Bielefeld. Aus dem ursprünglich auf ein Jahr angesetzten Aufenthalt wurden vier Jahre.

### Zurück in Berlin und Rückkehr nach Israel
Im Jahr 1980, im Alter von 61 Jahren, kehrte Alisa Fuss in ihre Geburtsstadt zurück. Dort schloss sie sich der Internationalen Liga für Menschenrechte an, deren Präsidentin sie 1990 wurde. Im Sommer 1982 war Alisa Fuss Initiatorin und Mitbegründerin der Jüdischen Gruppe Berlin, gemeinsam mit Fritz Teppich. Die Entstehung dieser Gruppe stand in unmittelbarem Zusammenhang mit dem Libanonkrieg 1982. „Die Mitglieder der jüdischen Gruppe wollten sich primär abgrenzen gegen die offizielle, regierungsamtliche Sicht Israels auf diesen Konflikt, wie ihn, zumindest nach außen, auch die jüdische Gemeinde vertrat. Gruppen mit einer ähnlichen, vergleichbaren Ausrichtung bildeten sich auch in anderen deutschen Städten sowie in Österreich und der Schweiz.“ „Sie war eine der ersten jüdischen Basis-Interessengruppen, die im Berlin der Nachkriegszeit aktiv wurde, und auch eine der ersten, die mit ihrer Meinung an die Öffentlichkeit ging und dabei den Widerspruch zur offiziellen Gemeinde nicht scheute.“ „The group is by no means united in its stands, but needs the forum in which to consider the questions.“
1982 referierte sie auf Einladung der Internationale der Kriegsdienstgegner/innen (IDK) im Libertären Forum (Berlin) zum Thema: Jüdische Pazifist*innen zu Israel Palästine. Gemeinsam mit Ossip K. Flechtheim gab es persönliche Verbindungen zwischen der Internationalen Liga für Menschenrechte mit der IDK.
Zudem war Fuss Mitbegründerin des Flüchtlingsrates Berlin, der im Jahre 1989 für seine Arbeit den Gustav-Heinemann-Preis erhielt. 1982 kettete sie sich vor dem Gebäude des Berliner Senators für Justiz aus Protest gegen die drohende Abschiebung des türkischen Asylbewerbers Cemal Kemal Altun fest. Gemeinsam mit Fritz Teppich wandte sie sich mit der Bitte um Hilfe für Altun an den weltberühmten Musiker Yehudi Menuhin und Papst Johannes Paul II.
Während des Zweiten Golfkrieges im Jahr 1991 rief Fuss die Aktion Atempause ins Leben, deren Ziel es war, israelischen und palästinensischen Müttern gemeinsam mit ihren Kindern einen Platz zur Erholung bei Berliner Familien zu bieten.
Im Jahr 1997 kehrte Alisa Fuss, inzwischen schwer erkrankt, nach Tel Aviv zurück, wo ihre Kinder lebten. Dort starb sie am 20. November 1997.
Fuss’ Nachlass wird im Archiv des Fritz Bauer Instituts in Frankfurt am Main aufbewahrt.

## Positionen
„Ich werde oft gefragt: Wie kommt es, daß du als Jüdin und Israelin dich für die Sache der Palästinenser einsetzt? Ich sehe die Frage anders. Ich stehe für Menschlichkeit, Solidarität und gegen Unterdrückung – also letztlich für mich selbst und meinesgleichen.“

„Was mich an der Jüdischen Gemeinde am meisten gestört hat, ist, daß sie nie den Kampf gegen den Antisemitismus mit dem Kampf gegen Rassismus und Fremdenfeindlichkeit verbunden hat. Doch das gehört zusammen, gerade für Juden.“

„Israel betrachtet die besetzten Gebiete fast als seine Kolonien. Die Geschichte lehrt, daß Kolonien dann befreit werden, wenn die Kosten-Nutzen-Relation für die Besatzer zu ungünstig wird, vor allem, wenn die Opposition im eigenen Land dagegen groß ist.“

„Die Maximalforderungen vor allem der islamischen Fundamentalisten, aber auch anderer, die den Staat Israel ablehnen, kommen den Intentionen der israelischen Regierung entgegen, Verhandlungen auf den St. Nimmerleinstag hinauszuschieben.“

„Wir Juden haben damals genau dasselbe getan, was heute die Asylbewerber tun, nämlich falsche Dokumente besorgen, um verschlossene Grenzen zu überschreiten und erst ihre Kinder in einen sicheren Hafen zu schicken.“

„Wenn es mir um die Wahrung der Menschenrechte geht, so nicht – oder nicht nur – aus Mitleid mit diskriminierten Minderheiten, sondern weil mit deren Rechten zugleich unser aller Rechte auf dem Spiel stehen. Da reicht es nicht aus, daß sie im Grundgesetz abgedruckt sind. Es bedarf vieler Menschen, die sie als die ihren zu verteidigen bereit sind.“

„Rassismus ist somit nicht allein das Problem der armen Leute mit schlechter Ausbildung, sondern eine Ideologie und Praxis, die in den Eliten von Wirtschaft, Politik, Verwaltung, Wissenschaft und Medien ebenfalls verankert ist.“

„Ich möchte noch sagen: Ich setze mich für Altun ein, nicht als für einen Fremden, nicht aus Mitleid, auch nicht wie man so sagt: das ist auch ein Mensch, sondern aus Solidarität einer ehemals Verfolgten mit einem heute Verfolgten, als Bruder sozusagen, der auch zu der Familie der Menschen gehört, die gegen Unterdrückung kämpfen. Und ich fürchte um sein Leben!“

„Zentrale Vereinbarungen müßten sein: die Sicherheit für Israel in genau umrissenen Grenzen, die Einsetzung der Palästinenser in ihre nationalen Rechte, also ein palästinensischer Staat neben und in Kooperation mit Israel, und drittens die Befriedung des Libanons. All das würde ich mir wünschen.“

„Ich selbst werde gefragt: ‚Auf wessen Seite stehst du? Demonstrierst du für Frieden oder für die Rettung Israels?‘ Eine absurde Alternative!“

„Wir sind mit ihnen solidarisch, ganz besonders mit den Kurden, gegen die das türkische Regime mit deutscher Unterstützung gerade jetzt wieder mit besonderer Grausamkeit unter Bruch aller völkerrechtlichen Bestimmungen vorgeht.“

„Die Militärstrategie von Vergeltungsschlägen und Präventivschlägen ist töricht bis zu Schwachsinn. Noch nie waren die Grenzen so heiß, wurde so viel hüben und drüben geschossen und bombardiert, wie erst nach dem sogenannten Sechs-Tage-Krieg, der mit riesigen Ländereroberungen angeblich nun endlich sichere Grenzen schuf. Nur Friedensgrenzen sind sichere Grenzen.“

## Ehrungen
- 1987 Ingeborg-Drewitz-Preis der Humanistischen Union
- 1992 Bundesverdienstkreuz am Bande – Das Bundesverdienstkreuz gab Alisa Fuss aus Protest gegen die deutsche Asylpolitik im Jahre 1993 zurück.[34]

## Interviews / Porträts
- Mit Nüchternheit das Notwendige tun, in: Im Blickpunkt der Berlinerin. Zeitschrift des Demokratischen Frauenbundes Berlin, 32. Jg., 1988, Nr. 2/Februar, S. 10–11.
- Alisa Fuss, 73 Jahre und kein bißchen müde, in: die tageszeitung (taz), 13. Juli 1992.
- »Zur Zeit bleibe ich hier« Interview mit Alisa Fuss, Präsidentin der Liga für Menschenrechte/Die 73jahrige deutsche und israelische Staatsbürgerin erhält das Bundesverdienstkreuz, in: die tageszeitung (taz), 28. November 1992.
- Die 73-jährige deutsche und israelische Staatsbürgerin erhält das Bundesverdienstkreuz, in: die tageszeitung (taz), 28. November 1992.
- Kämpfen ohne Atempause. Alisa Fuss, Präsidentin der Liga für Menschenrechte, erhält das Bundesverdienstkreuz, in: Die Zeit 50/1992.
- Frauen. Maria Heiderscheidt im Gespräch mit Alisa Fuss, in: B1, Das Dritte des SFB, 3. Juli 1993.
- Rassismus in Deutschland und was dagegen getan werden kann, in: UMBRÜCHE, Nr. 5, Januar–März 1993, S. 4–6.
- Unerschrocken wie Ossietzky. Alisa Fuss, Präsidentin der Internationalen Liga für Menschenrechte, über plurales Leben in Berlin und die Carl-von-Ossietzky-Medaille 1993, in: Berliner Linke 49/93.
- »Ich sehe schwarz für die Menschenwürde in Deutschland«, Interview, in: Gossner Mission Information 3, Juni/Juli 1996, S. 21–23.
- Nach den deutschen Gesetzen bekämen die Juden kein Asyl. Gespräch mit der Präsidentin der Internationalen Liga für Menschenrechte, Alisa Fuss, über Flucht, alliierte Kenntnis von Judenvernichtung und über deutsche Ausländerpolitik, in: FREITAG, 20. Dezember 1996.
- »Wie bei Biedermann und den Brandstiftern.« Alisa Fuss über Demagogie und Demütigungen, über ihren Kampf gegen Rassismus und ihr Leben in Berlin und Palästina, in: Frankfurter Rundschau, 11. August 1997.

## Nachrufe
- Die Aufmüpfige. Alisa Fuss, Präsidentin der Liga für Menschenrechte, ist 78-jährig gestorben, in: die tageszeitung (taz), 22./23. November 1997.
- Das Porträt. Gewalt machte sie wütend. Alisa Fuss ist tot, in: Frankfurter Rundschau, 22. November 1997.
- Gestorben – Alisa Fuss, in: Der Spiegel 48/1997, 24. November 1997.
- Alisa Fuss stritt für die Rechte der Entwurzelten, in: Der Tagesspiegel, 24. November 1997.
- Nachruf auf Alisa Fuss, Von Jutta Maixner, in: INAMO, Nr. 12, Winter 1997, S. 44.
- Nachruf: Alisa Fuss, in: Zitty, Nr. 25, 1997, S. 40/41.
- »Sie sah nicht weg«. In Memoriam Alisa Ilse Fuss 1919–1997, in: Informationsdienst VII/1997: Deutsch-Palästinensische Gesellschaft e.V.
- Nachruf: Alisa Fuss – von Ruth Fruchtman, in: Jüdisches Berlin 6/98.

## Publikationen
- Der Bandenführer. Ein Fallstudie aus der Verhaltensgestörtenpädagogik, in: Zeitschrift für Heilpädagogik, 1968, Heft 1, S. 27–36.
- Möglichkeiten zur Behandlung gestörter Kinder in der Schule. Aus einer Sonderschule für normal intelligente, erziehungsschwierige Kinder in Tel Aviv, in: Praxis der Kinderpsychologie und Kinderpsychiatrie. Zeitschrift für analytische Kinderpsychologie, Psychotherapie und Psychagogik in Forschung und Praxis, 17. Jg., Oktober 1968, Heft 7, S. 265–269.
- Möglichkeiten zur Behandlung gestörter Kinder in der Schule. Aus einer Sonderschule für normal intelligente, erziehungsschwierige Kinder in Tel Aviv. Teil 2, in: Praxis der Kinderpsychologie und Kinderpsychiatrie. Zeitschrift für analytische Kinderpsychologie, Psychotherapie und Psychagogik in Forschung und Praxis, 18. Jg., Januar 1969, Heft 1, S. 20–28.
- Ein neurotisches verwahrlostes Kind, in: Praxis der Kinderpsychologie und Kinderpsychiatrie. Zeitschrift für analytische Kinderpsychologie, Psychotherapie und Psychagogik in Forschung und Praxis, 18. Jg., Oktober 1969, Heft 7, S. 265–271.
- Esra – das aggressive, anti-soziale, vereinsamte Kind, in: Zeitschrift für Heilpädagogik, 1970, Heft 8, S. 429–439.
- Arbeit mit nicht-angepaßten, gemeinschaftsschwierigen Kindern in Israel. Die »Broshim«-Schule für verhaltensgestörte Kinder in Tel Aviv, in: Praxis der Kinderpsychologie und Kinderpsychiatrie. Zeitschrift für analytische Kinderpsychologie, Psychotherapie und Psychagogik in Forschung und Praxis, 20. Jg., November/Dezember 1971, Heft 8, S. 306–315.
- Das überdurchschnittlich begabte Kind (IQ 135) als Problem der Sondererziehung – Eine Fallstudie, in: Zeitschrift für Heilpädagogik, 1971, Heft 8, S. 549–554.
- Das begabte, vertrotzte Kind – eine Fallstudie, in: Zeitschrift für Heilpädagogik, 1972, Heft 9, S. 628–632.
- Die »Broschim«-Schule für verhaltensgestörte Kinder in Tel Aviv, in: Praxis der Kinderpsychologie und Kinderpsychiatrie. Zeitschrift für analytische Kinderpsychologie, Psychotherapie und Psychagogik in Forschung und Praxis, 22. Jg., Februar/März 1973, Heft 2, S. 68–78.
- Das schlimme, schöne Jahr mit Aron, in: Schule, 1973, Mai/Nr. 5, S. 43–45.
- Alisa Fuss/Walter Bärsch, Die Behandlung schwieriger Kinder im Unterricht. Villingen: Neckar-Verlag 1973.
- Auch in Israel ist die Erziehungssituation durch soziokulturelle Faktoren belastet, in: Alisa Fuss/Walter Bärsch, Die Behandlung schwieriger Kinder im Unterricht. Villingen: Neckar-Verlag 1973, S. 62–70.
- Möglichkeiten der Behandlung schwieriger Kinder im Unterricht, an einzelnen Beispielen dargestellt. Eine Vorbemerkung, in: Ebenda, S. 167–169.
- Die »Broshim«-Schule für verhaltensgestörte Kinder, in: Ebenda, S. 169–175.
- Das Kind der Straße, in: Ebenda, S. 175–188.
- Das aggressive Kind aus primitiver Umgebung, in: Ebenda, S. 188–195.
- Der jugendliche Dieb, in: Ebenda, S. 196–201.
- Das verwahrloste Kind, in: Ebenda, S. 201–204.
- Der Bandenführer, der Terrorist, in: Ebenda, S. 204–214.
- Das überdurchschnittlich begabte Kind, in: Ebenda, S. 214–221.
- Das Kind, das unter Todesängsten leidet, in: Ebenda, S. 221–228.
- Das Kind, das unter der Ablehnung durch seine Umwelt leidet, in: Ebenda, S. 228–240.
- Das aggressive, anti-soziale, vereinsamte Kind, in: Ebenda, S. 241–252.
- Das begabte, vertrotzte Kind, in: Ebenda, S. 252–258.
- Josef, ein impulsbetontes, unkontrolliertes Kind, in: Zeitschrift für Heilpädagogik, 1976, Heft 6, S. 383–389.
- Tierpflege im Schulzoo als pädagogische Hilfe, in: Neue Sammlung, 1976, Heft 6, S. 509–552.